# Індій самородний
І́ндій саморо́дний (англ. native indium) — мінерал, самородний елемент.
Хімічна фрмула — In. Сингонія тетрагональна. Колір сірий з жовтим відтінком. Мікротвердість 130—159 кг/мм2. У відбитому світлі рожево-білий з великою відбивною здатністю — 92 %. Зустрічається в грейзенізованих і альбітизованих гранітах з самородним Pb.